# Peer Raben

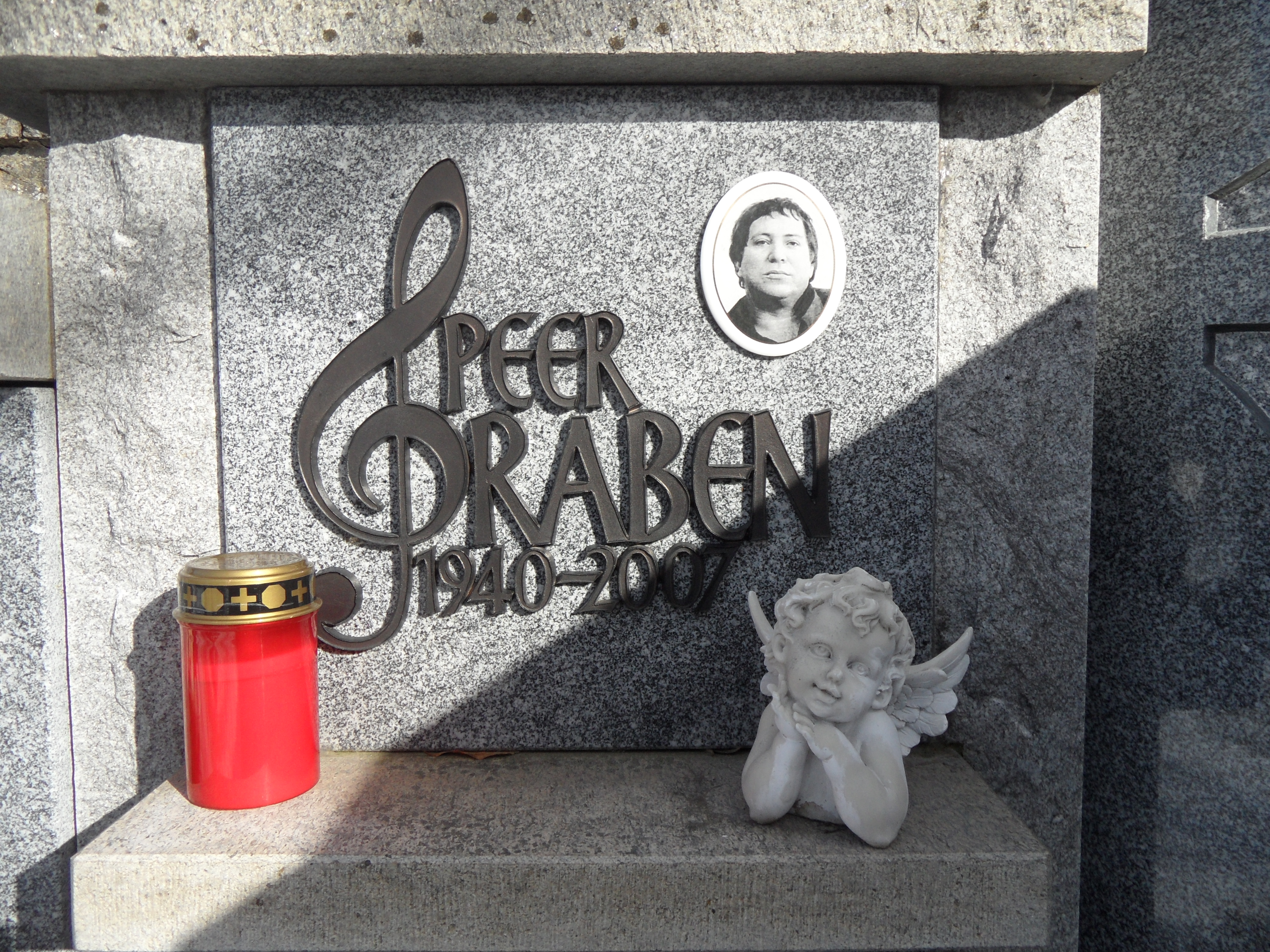
Graf van Peer Raben

Peer Raben, echte naam Wilhelm Rabenbauer (Viechtafell, 3 juli 1940 - Mitterfels, 21 januari 2007) was een Duitse componist die het meest bekend raakte door zijn werk voor de Duitse filmregisseur Rainer Werner Fassbinder.